# Chinchillakaninchen

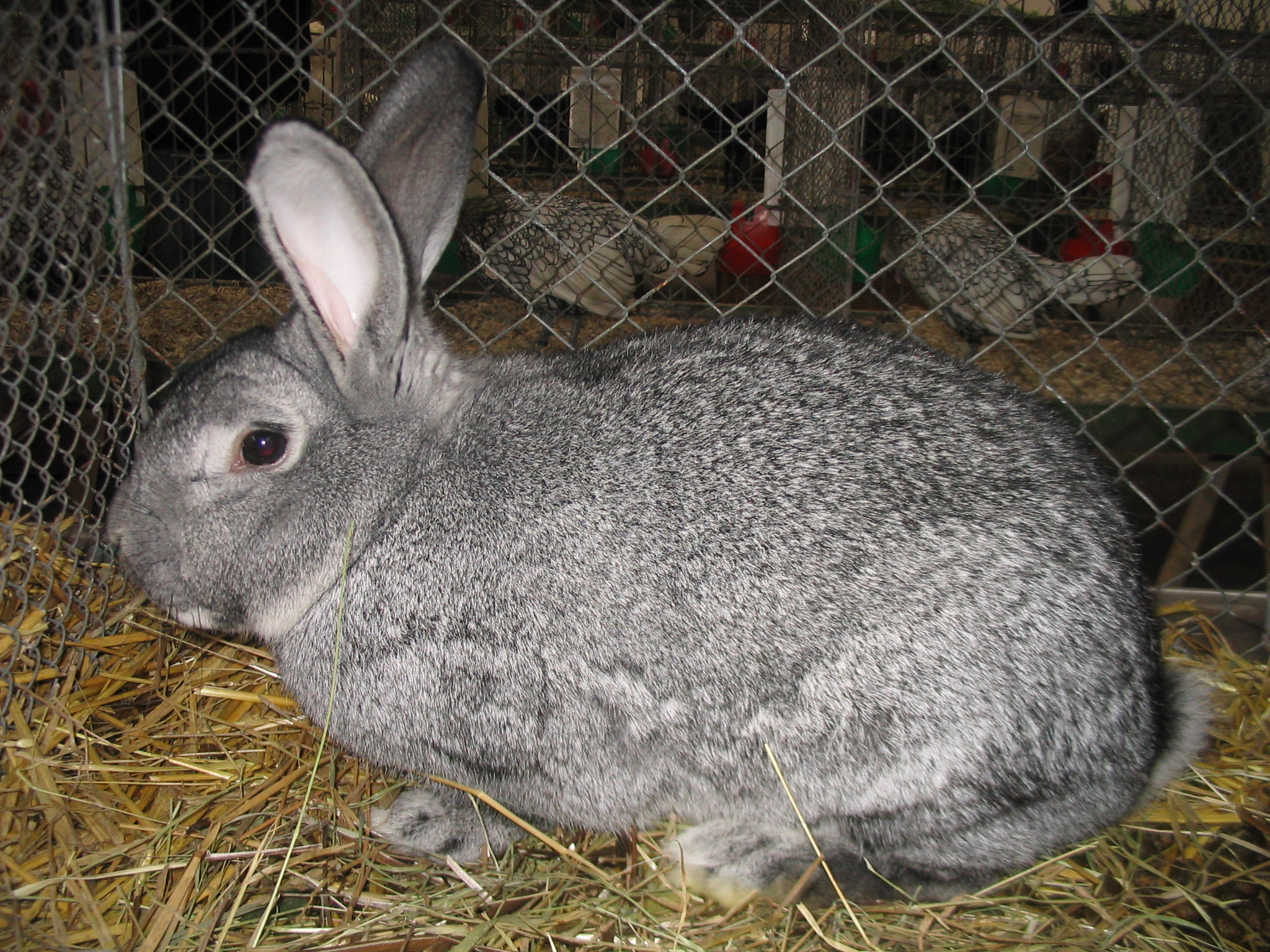
Großchinchilla

Unter Chinchillakaninchen werden zwei Rassen des Hauskaninchens verstanden, das Großchinchillakaninchen mit einem Gewicht von 4,5 bis 5,5 kg und das Kleinchinchillakaninchen mit einem Gewicht von 2,25 bis 3,25 kg.
Charakteristisch für beide Rassen ist die bläulich getönte, aschgraue Färbung mit der möglichst flockigen, durch das Grannenhaar hervorgerufenen Schattierung. Die Verteilung der Farbzonen entspricht der wildfarbiger Kaninchen. Die charakteristische Färbung wird hervorgerufen durch eine Mutation des Gens für die Farbbildung (Deutsches Symbol A, Englisches Symbol C) zu achi bzw. cch2, die den Verlust des gelben Pigmentes im Haar hervorruft, die entsprechenden Zonen bleiben weiß. Die Chinchillafärbung gehört zur Albinoserie.
Die Kaninchenrasse wurde nach dem Chinchilla benannt, da es dem Chinchillafell je nach Ausprägung mehr oder weniger ähnlich sieht.
Die entsprechenden Erbformel lautet:
achiBCDG (Deutsche Symbolik) bzw. ABcch2DE (Englische Symbolik)

## Geschichte der Chinchillakaninchen
Die ersten Chinchillakaninchen wurden 1913 in Paris vom französischen Züchter Dybowski gezeigt, der allerdings keine näheren Angaben zu den verwendeten Ausgangsrassen machte, in der Literatur ist von Russenkaninchen, Blauen Wienern (nach Sandford Blaue van Beveren) und Wildkaninchen die Rede. Da es sich bei der Chinchillafärbung um eine Mutation handelt, kann diese entweder bei Dybowski selbst aufgetreten oder bereits rezessiv in den von ihm verwendeten Tieren vorhanden gewesen sein. Die von Dybowski gezeigten Tiere waren vom Typ des heutigen Kleinchinchilla. Von früheren Autoren zum Beispiel Charles Darwin beschriebene Chinchillakaninchen scheinen der Beschreibung nach wahrscheinlich eher Silberkaninchen gewesen zu sein.
Von Frankreich aus gelangten Chinchillakaninchen bereits 1915 (Joppich) bzw. 1919 (Sandford) nach England und von dort aus in die Schweiz und über die Niederlande nach Deutschland. Offenbar bestanden zwischen den englischen und französischen Zuchtlinien Unterschiede in der Färbung, Joppich beschreibt die aus England importierten Tiere als dunkler als die französischen. Während diese Tiere dem Typ und der Größe des heutigen Kleinchinchillakaninchens entsprachen, wurden in England bereits Anfang der 1920er Jahre durch Chris Wren größere Chinchillakaninchen gezüchtet, die als Chinchilla Giganta bezeichnet wurden. Tiere dieses Typs wurden ebenfalls nach Deutschland importiert, der genaue Zeitpunkt ist dabei nicht ganz klar. Während Dorn nach Wischer zitiert, dass dies 1920 durch Gustav Arlt aus Guben geschehen ist, schreibt Joppich, dass die Einfuhr vor allem nach Norddeutschland erfolgte. Daneben wurden auch in Deutschland unabhängig von den englischen Tieren Chinchillakaninchen eines größeren Typs gezüchtet, so zum Beispiel durch Geyer in Ilmenau. Das Großchinchillakaninchen wurde sehr schnell beliebt, zu seiner raschen Verbreitung mag auch beigetragen haben, dass es unter die anerkannten Wirtschaftsrassen aufgenommen wurde und dadurch auch vor und während des Zweiten Weltkrieges in Deutschland besondere Förderung erfuhr.

## Ähnliche Rassen
Der Chinchillafaktor ist in weiteren Kaninchenrassen vertreten, z. B. im Weißgrannenkaninchen sowie im Schwarzgrannenkaninchen, darüber hinaus ist die Chinchillafärbung als Farbenschlag weiterer Rassen anerkannt.
Entsprechende Mutationen kommen auch bei anderen Tierarten vor, die berühmten weißen Tiger sollen auf eine analoge Mutation zurückzuführen sein.